# Lipniki (rejon kamionecki)
Lipniki (ukr. Липники, Łypnyky) – wieś na Ukrainie w rejonie lwowskim (wcześniej w rejonie kamioneckim) obwodu lwowskiego.